# 柳田真孝
柳田 真孝（やなぎだ まさたか、1979年（昭和54年）6月4日 - ）は、東京都出身のレーシングドライバー。

## プロフィール
- 身長：174cm
- 体重：59.8kg
- 血液型：Rh+AB型
- 愛車：日産・フーガ、フェアレディZ
- 愛称：マー、マー君など
- 家族：父の柳田春人も元日産ワークスのレーシングドライバーで、現役当時は「Zの柳田」「（フェアレディ）Z使い」「雨の柳田」と呼ばれていたことから、一部では「二代目Zの柳田」「二代目Z使い」と呼ばれている。春人はフェアレディZ専門ショップ『セントラル20』の創業者で、2023年7月に真孝が後を継ぎ二代目社長に就任した。弟の柳田亮は医師で、GTドライバーの心拍数に関する論文も書いている。

## 経歴

### 初期

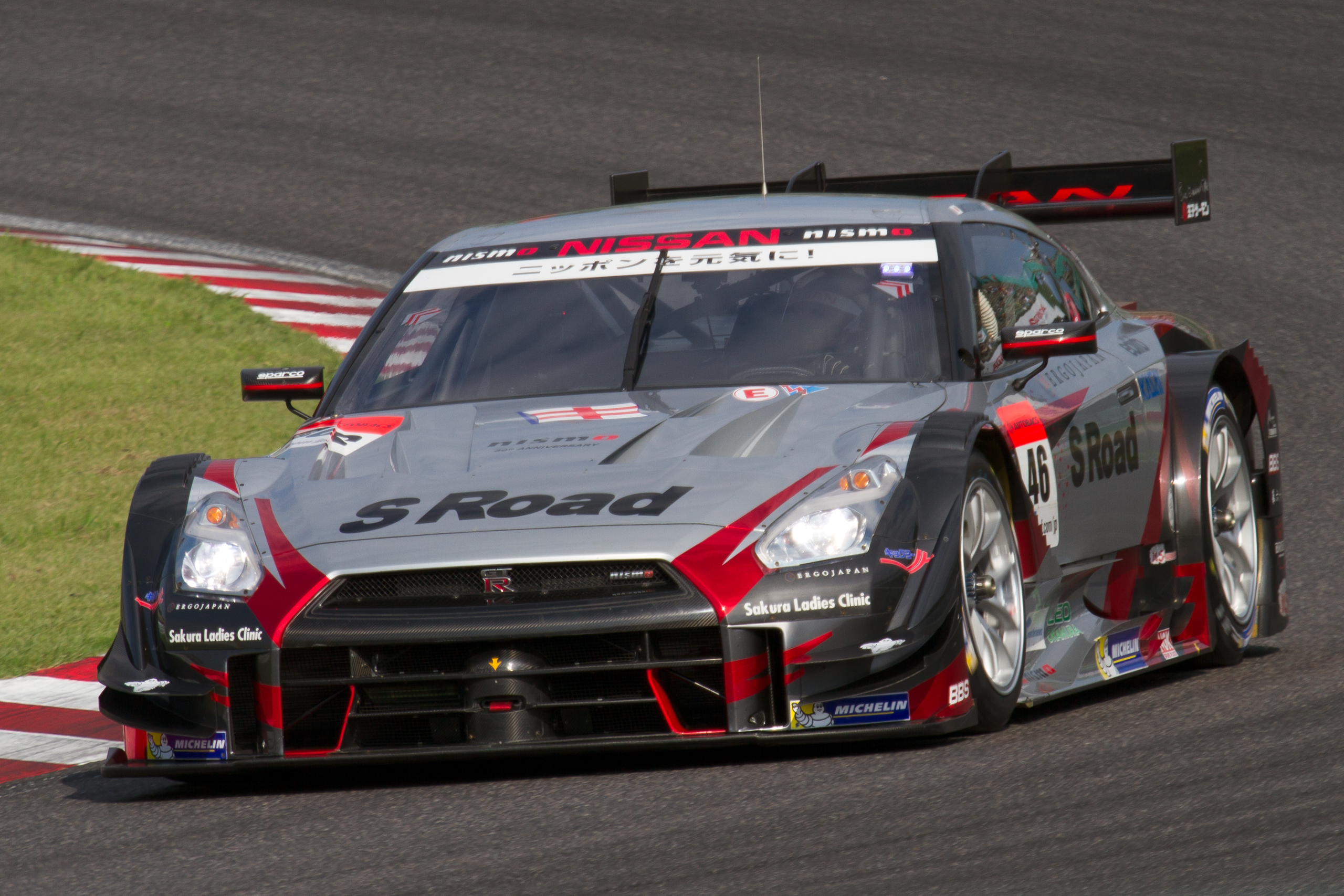
S Road MOLA GT-R（2014年）

幼少期に父・春人に連れられたF1日本グランプリに参戦していた鈴木亜久里の進言でカートレーシングを始め、1993年にカートレースにデビューする。1996年に全日本カート選手権デビュー、翌1997年には、立川祐路と同じくエルフ（現TOTAL）のスカラシップを獲得して渡仏する。その後、フランス・フォーミュラ・キャンパスに出場し、開幕戦優勝を果たすなど活躍した。1998年にはフランス・フォーミュラ・ルノーにシリーズ参戦する。1999年には日本へ帰国し、フォーミュラ・ドリーム（～2000年）に参戦、共にシリーズ2位となる。

### 全日本F3
2001年から全日本F3選手権に戸田レーシングからデビュー。序盤こそ苦しんだが、中盤戦から連続で入賞するようになり、シリーズ8位でシーズンを終える。同年オフには無限×童夢プロジェクトのF3オーディションに小暮卓史、長屋宏和と共に参加。小暮がシートを獲得し、柳田と長屋は不合格となった。その後2003年にThreebond Racingからスポット参戦を経て、2004年にフル参戦。第10戦鈴鹿で3位表彰台を獲得した。

### 全日本GT選手権
2001年よりF3と並行して、全日本GT選手権（現SUPER GT）・GT300クラスにフル参戦も開始する。2001年は長谷見昌弘率いるハセミ・モータースポーツよりシルビアで参戦。第2戦・第4戦・第6戦と2位3回でシリーズ4位。2002年も同様の体制で参戦し、第3戦で初優勝を飾り、シリーズ3位。2003年にはフェアレディZ に車種変更し、待望のGT300クラス・シリーズチャンピオンを獲得した。2004年は、ダイシンに移籍してGT300クラスに引き続き参戦したが、シリーズ6位で終わる（PP獲得2回）。この頃レース活動と並行しながら、NISMOの物流で星野一樹と共に働いていた。

### GT500へステップアップ
2005年よりGT500クラスにステップアップし、NISMOよりフル参戦した。GT500初の開幕戦は予選でポールポジションを獲得したが、スタートに失敗して順位を3位に下げてしまった上に後方の車と接触し、スピンしコースアウトするなど散々な結果に終わる。その後は立ち直り、パートナーのミハエル・クルムの力もありチャンピオン争いに絡むもシリーズ5位に終わった。
2006年は、新たにGT500クラスに参戦した近藤真彦率いるKONDO Racingに移籍した。ベテランエリック・コマスとコンビを組んだが、新規に装着したヨコハマタイヤのタイヤ開発がうまく進まず苦戦を強いられた。なお、この年から全日本選手権フォーミュラ・ニッポンにも参戦。チームは、SUPER GTと同じくKONDO Racingでシリーズ14位に終わる。
2007年は、SUPER GT（GT500クラス）・フォーミュラ・ニッポン・スーパー耐久（ST-class1）に参戦したが、特筆すべき成績は残せなかった。GTでは古巣のハセミ・モータースポーツに復帰し、ホンダから移籍のセバスチャン・フィリップとコンビを組んだ。フォーミュラ・ニッポンは引き続きKONDO Racing、スーパー耐久はPETRONAS SYNTIUM TEAMからそれぞれ参戦した。
2008年は、それまでの成績不振が響きフォーミュラ・ニッポンのシートを失ったが、GTでは再度NISMOに移籍し、2005年と同じミハエル・クルムとコンビを組み参戦した。なお使用車両はGT-Rに変更となった。開幕戦の鈴鹿でピットアウト直後にGT300のマシンが絡んだ際に接触し、本山哲の先行を許し、新型GT-Rのデビューウィンを自らが飾ることは成らなかった。この後第4戦のセパンでARTA NSXの伊沢拓也に接触を受け、伊沢のペナルティによって首位に立つも、柳田がステアリングのスイッチを押し間違え、ピットロード用のリミッターを作動させるミスを犯し（セパン戦直前にドリンク吸引用のスイッチとリミッターのスイッチが入れ替わっていたのだが、柳田が失念していた）、KONDO Racingの荒聖治にパスされ、ここでも優勝を逃した。最終戦までチャンピオンの権利を有していたものの、この年は同じNISMOの本山、トレルイエ組が王座を獲得し、シリーズ7位に終わった。

### GT300へ移行
2009年は、前年のチャンピオンチームであるMOLAに移籍し、再びSUPER GTのGT300クラスに参戦。第2戦鈴鹿で3位、第6戦鈴鹿700kmで1勝を挙げたもののシリーズ7位に終わった。2007年よりPETRONAS SYNTIUM TEAMより参戦していたスーパー耐久・ST-class1ではシリーズチャンピオンを獲得した。
2010年は、前年チームメイトだった星野一樹と共にハセミ・モータースポーツに三度移籍。第2戦岡山で3位、第5戦SUGOで2位、ランキングトップと11点差で挑んだ最終戦もてぎでポールtoウィンを果たし、大逆転でGT300クラス・シリーズチャンピオンを獲得した。ディフェンディングチャンピオンとして挑んだスーパー耐久・ST-class1では2連覇を果たした。また世界ツーリングカー選手権の日本ラウンドにBMWでスポット参戦。

### GT500へ復帰、トップドライバーへ躍進

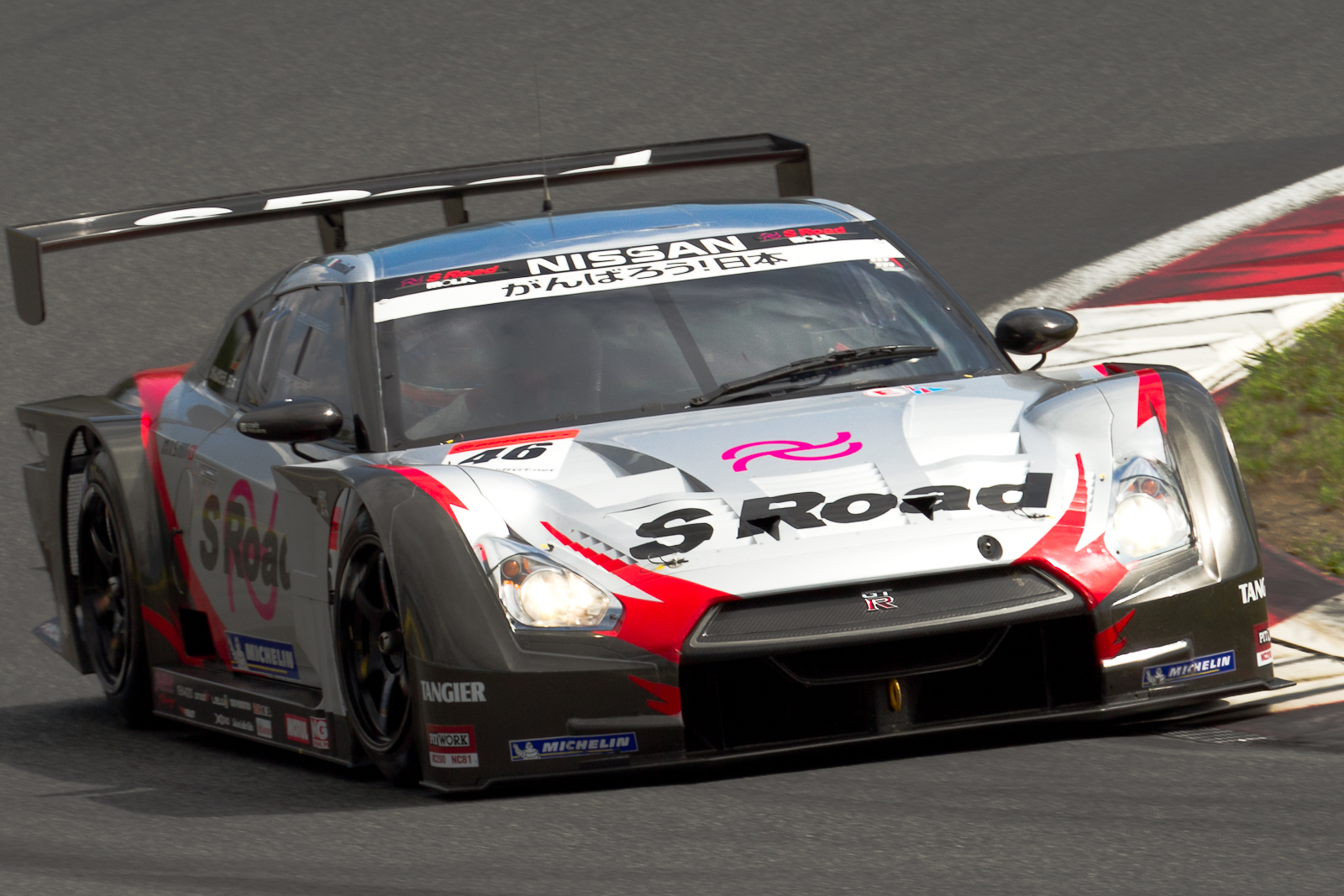
S Road MOLA GT-R(2011年)

2011年は、MOLAに再び移籍し、SUPER GTのGT500クラスに、インパルから移籍したロニー・クインタレッリとパートナーを組んで参戦した。チームは初のGT500クラスへの参戦であったが、使用したミシュランタイヤの性能が他社を上回ったこともあり、シリーズを優位に進めるに至った。第4戦のSUGOで、念願の500クラスでの初勝利を挙げた。その後もランキングトップは維持していたが、NISMOの本山、トレルイエ組が猛追し、タイトル争いは最終戦のもてぎまでもつれ込んだ。柳田は終盤に本山に首位を明け渡したものの2位に入り、自身初のGT500クラス・シリーズチャンピオンを獲得した。なお、GT300・GT500の両クラスをまたぐ形の連覇は史上初である。スーパー耐久でも引き続きPETRONAS SYNTIUM TEAMから参戦し、6勝を挙げ3連覇を達成。セパンで開催されたセパン12時間耐久レースでも総合優勝を果たす等初めて尽くしの1年となった。

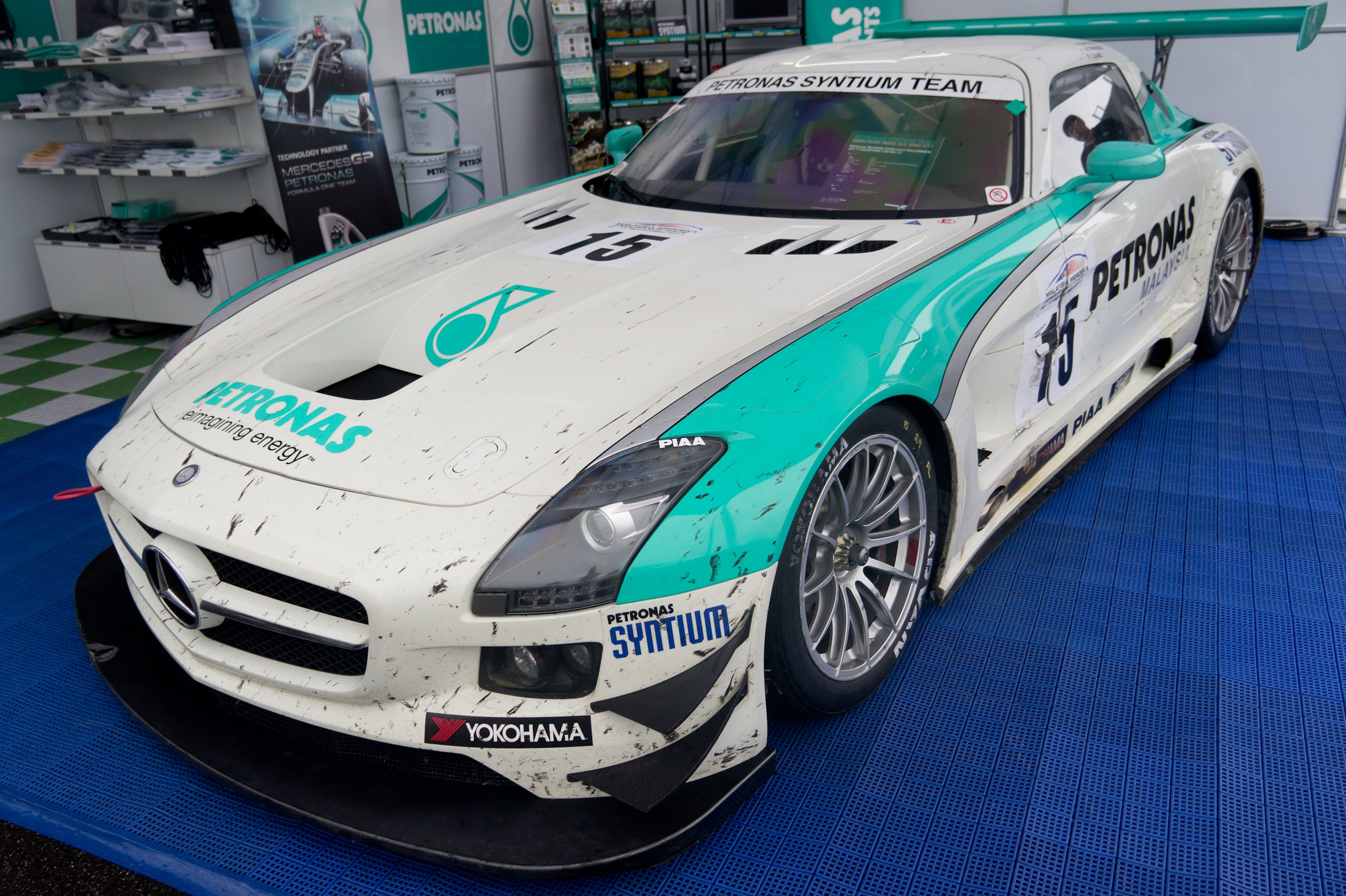
PETRONAS SYNTIUM SLS 2011年セパン12時間優勝車

2012年も、MOLAからクインタレッリとのコンビでGT500クラスに参戦。序盤3戦こそ苦しんだが、第4戦のSUGOでの3位を皮切りに5戦連続表彰台と他を圧倒。第5戦の鈴鹿1000㎞でポールトゥウィンを挙げると、第6戦の富士では2位に入り、そして第7戦のオートポリス（AP）で再び勝利し、この時点での王座を確定させた。500クラスで最終戦前に王座を獲得したのは、2007年にARTA NSXの伊藤大輔、ラルフ・ファーマン組以来5年ぶりで、また史上初の同一コンビによるシーズン2連覇も達成した。最終戦のもてぎでも2位に入り、有終の美を飾っている。また、PETRONAS SYNTIUM TEAMよりセパン12時間耐久レースにも参戦し、2連覇を達成した。
2013年は、クインタレッリとともにNISMOへ再び移籍。柳田、クインタレッリの移籍に合わせて、NISMOもタイヤをブリヂストンから、ミシュランへ変更する。開幕戦岡山、第4戦菅生、第5戦鈴鹿と表彰台に上がるも、シーズンを通して苦戦し、シリーズ6位に終わり、同一コンビでのGT500シリーズチャンピオン3連覇達成はならなかった。また2014年からのDTMとの車両規則統合にともない、クインタレッリとともに、2014年導入予定のGT-R NISMO GT500の開発ドライバーを務めた。
2014年はNISMOからMOLAに復帰。パートナーも3年コンビを組んだ、クインタレッリから、本山哲に変わる。第3戦APでは2位、初開催となった第7戦タイではパートナーの本山哲がポールポジションを獲得するなど、シーズンを通して速さを見せたものの、相次ぐマシントラブルに見舞われ、結果を残せずシリーズ11位で終わる。シーズン途中には、ブランパン耐久シリーズ第4戦スパ24時間レース、プロアマクラスにNISSAN GT Academy Team RJNよりスポット参戦をし、総合38位 クラス19位でレースを終えた。
2015年も、2014年に引き続いて、MOLAより本山哲とのコンビでSUPER GTに参戦。第3戦タイで、2012年第7戦AP以来、2年半ぶりに優勝。第6戦SUGOも2位表彰台に上がったが、その後は苦戦しシリーズ6位に終わる。SUPER GTのほか、アジアン・ル・マン・シリーズのLMP3クラスにTEAM AAIより参戦。またスーパー耐久（ST-Xclass）開幕戦もてぎに、GTNET MOTOR SPORTSよりNISSAN GT-R NISMO GT3でスポット参戦をした。

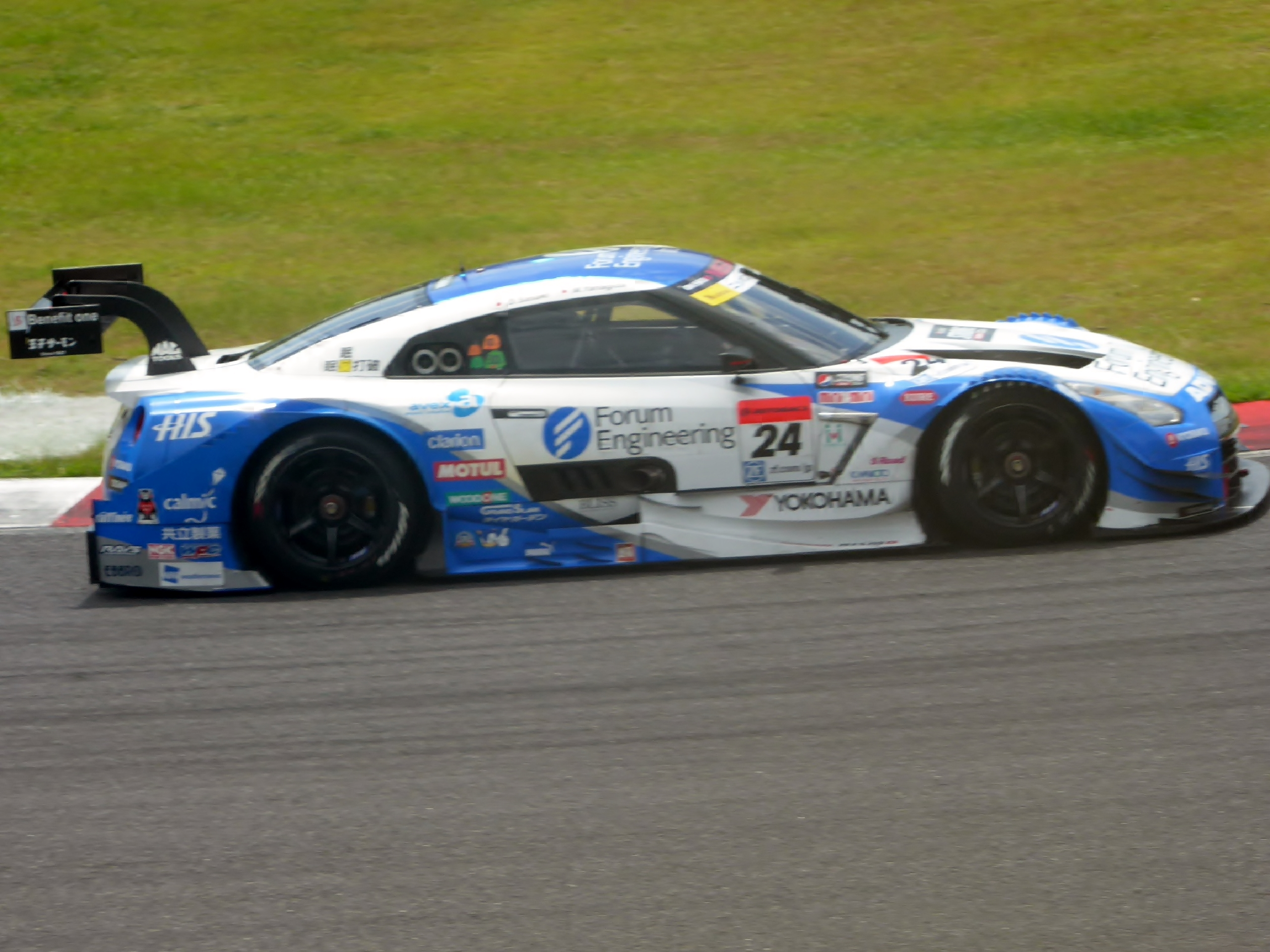
フォーラムエンジニアリングADVAN GT-R(2016年)

2016年は、KONDO Racing（#24 フォーラムエンジニアリング ADVAN GT-R）に移籍。佐々木大樹選手と組んで、SUPER GT、GT500クラスに参戦することが発表された。このシーズンでは第4戦SUGOと第3戦ツインリンクもてぎ（熊本地震の影響により中止となったオートポリスの代わりに最終戦の土曜日に行われたレース）にてタイヤ無交換作戦を成功させ、優勝を果した。

### GT300に転向、現在
2017年はKONDO Racingを離れ、GT300クラスの一ツ山レーシングから参戦する事か発表された。同時に韓国のCJスーパーレースにアトラスBXから参戦を開始した。
2019年から2023年はNISMOドライビングアカデミーの副校長、2024年同アカデミーの2代目校長に就任。
2020年はCars Tokai Dream28から、前年限りでGTを勇退した高橋一穂の後任として加入。第2戦富士で優勝を挙げた。
2023年はBMW M Team StudieからBMWファクトリードライバーのブルーノ・スペングラーの代役として、第2戦から第4戦まで参戦。第3戦鈴鹿で1勝を挙げた。その傍らでスーパー耐久シリーズに参戦するTEAM ZEROONEのチームゼネラルアドバイザーに就任。
2024年、スーパー耐久シリーズに参戦するTEAM ZEROONEのチーム監督に就任。
近年はビジネスにも積極的で、スーパー耐久へのハンコックタイヤのワンメイク供給の契約には柳田も関わっている。

## レース戦績
- 1996年 - 全日本カート選手権・FRクラス
- 1997年 - フランス・フォーミュラ・キャンパス（1勝）
- 1998年 - フランス・フォーミュラルノー
- 1999年 - フォーミュラ･ドリーム（#8 日本カルミック FD99／FD-99 MF224）（シリーズ2位・1勝）
- 2000年
  - フォーミュラ･ドリーム（#1 ARTA FD／FD-99 MF224）（シリーズ2位・3勝）
  - Formula Dream Super Chllenge Race（#1 ARTA FD／FD-99 MF224）（決勝10位）
- 2001年
  - 全日本F3選手権（TODA RACING #2 戸田無限ホンダ FIGHTEX／ダラーラF300 MF204B）（シリーズ8位）
  - 全日本GT選手権・GT300クラス （ハセミ･モータースポーツ #3 ユニシアジェックスシルビア／シルビア S15 SR20DET）（シリーズ4位）
- 2002年 - 全日本GT選手権・GT300クラス （ハセミ･モータースポーツ #3 ユニシアジェックスシルビア／シルビア S15 SR20DET）（シリーズ3位・1勝）
- 2003年
  - 全日本F3選手権＜Rd.3&4 スポット参戦＞（ThreeBond Racing #14 ThreeBond／ダラーラF302 SR20VE）（シリーズ17位）
  - 全日本GT選手権・GT300クラス（ハセミ･モータースポーツ #3 ハセミスポーツ･エンドレスZ／フェアレディZ Z33 VQ35DE）（シリーズチャンピオン）
- 2004年
  - 全日本F3選手権（Three Bond #14 Three Bond／ダラーラF302 SR20VE）（シリーズ10位）
  - 全日本GT選手権･GT300クラス（TEAM DAISHIN #81 シーウエストダイシンアドバンZ／フェアレディZ Z33 VQ35DE）（シリーズ6位）
  - スーパー耐久シリーズ・Class3＜Rd.1&5＞（RS中春 #245 モバイルキャストアドバンZ／フェアレディZ Z33）
  - スーパー耐久シリーズ・Class3＜Rd.2＞（C-WEST LABS #23 C-WEST ORCアドバンZ／フェアレディZ Z33）
  - 第33回インターナショナルPokka1000kmレース・S-Eクラス（#230 MOTUL ADVAN Z／フェアレディZ Z33）（決勝DNF）
- 2005年 - SUPER GT・GT500クラス（NISMO #22 モチュール ピットワーク Z／フェアレディZ Z33 VQ30DETT）（シリーズ5位）
- 2006年
  - 全日本選手権フォーミュラ･ニッポン（KONDO Racing #4／ローラB06/51 RV8J）（シリーズ14位）
  - SUPER GT・GT500クラス（KONDO Racing #24 WOODONE ADVAN KONDO Z／フェアレディZ Z33 VQ30DETT）（シリーズ13位）
  - 第13回十勝24時間レース・STclass3（#23 C-WEST ADVAN Z／フェアレディZ Z33）（総合11位・クラス3位）
- 2007年
  - 全日本選手権フォーミュラ･ニッポン（CARCHS KONDO RACING #3／ローラB06/51 RV8J）（ノーポイント･完走7回）
  - SUPER GT・GT500クラス（HASEMI MOTOR SPORT #3 YellowHat YMS モバHO! TOMICA Z／フェアレディZ Z33 VQ30DETT→ VK45DE）（シリーズ12位）
  - スーパー耐久シリーズ・STclass1（PETRONAS SYNTIUM TEAM #50 PETRONAS SYNTIUM BMW Z4M COUPE）（シリーズ5位）
- 2008年
  - SUPER GT・GT500クラス（NISMO #22 MOTUL AUTECH GT-R／GT-R R35 VK45DE）（シリーズ7位）
  - スーパー耐久シリーズ・STclass1（PETRONAS SYNTIUM TEAM #50 PETRONAS SYNTIUM BMW Z4M COUPE）（シリーズ2位・3勝）
- 2009年
  - SUPER GT・GT300クラス（MOLA #46 エスロード MOLA Z／フェアレディZ Z33 VQ35DE）（シリーズ7位・1勝）
  - スーパー耐久シリーズ・STclass1（PETRONAS SYNTIUM TEAM #1 PETRONAS SYNTIUM BMW Z4M COUPE）（シリーズチャンピオン・5勝）
- 2010年
  - SUPER GT・GT300クラス（HASEMI MOTOR SPORT #3 TOMICA Z／フェアレディZ Z33 VQ35DE）（シリーズチャンピオン・1勝）
  - スーパー耐久シリーズ・STclass1（PETRONAS SYNTIUM TEAM #1 PETRONAS SYNTIUM BMW Z4M COUPE）（シリーズチャンピオン・6勝）
- 2011年
  - SUPER GT・GT500クラス（MOLA #46 S Road MOLA GT-R／NISSAN GT-R R35 VRH34A→VRH34B）（シリーズチャンピオン・1勝）
  - スーパー耐久シリーズ・STclass1（PETRONAS SYNTIUM TEAM #1 PETRONAS SYNTIUM BMW Z4M COUPE）（シリーズチャンピオン・6勝）
  - Malaysia Merdeka Endurance Race 2011（PETRONAS SYNTIUM TEAM #15 Mercedes-Benz SLS AMG GT3）（総合優勝）
- 2012年
  - SUPER GT・GT500クラス（MOLA #1 S Road REITO MOLA GT-R／NISSAN GT-R R35 VRH34B）（シリーズチャンピオン・2勝）
  - Malaysia Merdeka Endurance Race 2012・GTクラス（PETRONAS SYNTIUM TEAM #1 Mercedes-Benz SLS AMG GT3）（総合優勝）
  - スーパー耐久シリーズ・ST-GT3class＜Rd.2＆6スポット参戦＞（PETRONAS SYNTIUM TEAM #28 PETRONAS SYNTIUM SLS AMG GT3）
- 2013年 - SUPER GT・GT500クラス（NISMO #23 MOTUL AUTECH GT-R／NISSAN GT-R R35 VRH34B）（シリーズ6位）
- 2014年
  - SUPER GT・GT500クラス（MOLA #46 S Road MOLA GT-R／NISSAN GT-R NISMO GT500  NR20A）（シリーズ11位）
  - ブランパン耐久シリーズ第4戦スパ24時間レース　プロアマクラスにNISSAN GT Academy Team RJNよりスポット参戦　（総合38位　クラス19位）
- 2015年
  - SUPER GT・GT500クラス（MOLA #46 S Road MOLA GT-R／NISSAN GT-R NISMO GT500  NR20A）（シリーズ6位）
  - アジアン・ル・マン LMP3クラス（TEAM AAI #89 ADESS-03／NISSAN）（シリーズ　LMP3クラス3位）
  - スーパー耐久シリーズ・ST-XClass＜Rd.1＞（GTNET MOTOR SPORTS #1 GTNET ADVAN C-WEST GT-R／NISSAN GT-R NISMO GT3）（決勝DNF）
- 2016年
  - SUPER GT・GT500クラス(KONDO RACING #24 フォーラムエンジニアリングADVAN GT-R/NISSAN GT-R NISMO GT500 NR20A)（シリーズ7位）
  - スーパー耐久シリーズ・ST-XClass＜Rd.1＆4＞（ENDLESS SPORTS #3 ENDLESS ADVAN GT-R／NISSAN GT-R NISMO GT3）
- 2017年
  - SUPER GT・GT300クラス(Audi Team Hitotsuyama #21 Hitotsuyama Audi R8 LMS)（シリーズ20位）
  - CJ LOGISTICS SUPERRACE・CADILLAC 6000クラス(ATLAS BX RACING TEAM)
- 2018年
  - SUPER GT・GT300クラス＜Rd.5＞ (TOMEI SPORTS #360 RUNUP RIVAUX GT-R／NISSAN GT-R NISMO GT3)
  - CJ LOGISTICS SUPERRACE・CADILLAC 6000クラス(ATLAS BX RACING TEAM)
- 2019年
  - CJ LOGISTICS SUPERRACE・CADILLAC 6000クラス(ATLAS BX RACING TEAM)
  - アジアン・ル・マン LMP2クラス(ユーラシア・モータースポーツ #1Ligier JS P217／Gibson)（シリーズランキング11位）
- 2020年 - SUPER GT・GT300クラス(Cars Tokai Dream28 #2 シンティアム・アップル・ロータス／LOTUS SGT-EVORA)（シリーズランキング10位・1勝）
- 2021年 - SUPER GT・GT300クラス(Arnage Racing #50 Arnage AMG GT3／Mercedes-AMG GT3 EVO)
- 2022年 - SUPER GT・GT300クラス＜Rd.1～3＞ (BUSOU Drago Corse #34 BUSOU raffinee GT-R／NISSAN GT-R NISMO GT3)（シリーズランキング20位）
- 2023年 - SUPER GT・GT300クラス＜Rd.2～4＞ (BMW Team Studie×CRS #7 Studie BMW M4／BMW M4 GT3)（シリーズランキング10位・1勝）

### 全日本フォーミュラ3選手権
| 年     | チーム           | エンジン       | クラス | 1        | 2      | 3       | 4       | 5       | 6        | 7       | 8      | 9      | 10     | 11     | 12     | 13      | 14       | 15     | 16       | 17       | 18     | 19     | 20      | 順位 | ポイント |
| ------ | ---------------- | -------------- | ------ | -------- | ------ | ------- | ------- | ------- | -------- | ------- | ------ | ------ | ------ | ------ | ------ | ------- | -------- | ------ | -------- | -------- | ------ | ------ | ------- | ---- | -------- |
| 2001年 | TODA RACING      | 戸田レーシング |        | SUZ1 Ret | SUZ2 8 | TSU1 13 | TSU2 5  | FSW1 14 | FSW2 Ret | MIN1 6  | MIN2 4 | TRM1 4 | TRM2 6 | SUZ 7  | SUG1 8 | SUG2 9  | SEN1 7   | SEN2 9 | TAI1 7   | TAI2 Ret | TRM1 4 | TRM2 5 |         | 7位  | 80       |
| 2003年 | ThreeBond Racing | ThreeBond      |        | SUZ1     | SUZ2   | FSW1 13 | FSW1 9  | TAI1    | TAI2     | TRM1    | TRM2   | SUZ1   | SUZ2   | SUG1   | SUG2   | TSU1    | TSU2     | SUG1   | SUG2     | MIN1     | MIN2   | TRM1   | TRM2    | 17位 | 2        |
| 2004年 | ThreeBond Racing | ThreeBond      |        | SUZ1 12  | SUZ2 8 | TSU1 12 | TSU2 12 | TAI1 5  | TAI2 11  | TRM1 14 | TRM2 9 | SUZ1 9 | SUZ2 3 | SUG1 6 | SUG2 5 | MIN1 10 | MIN2 Ret | SEN1 7 | SEN2 Ret | MIN1 7   | MIN2 7 | TRM1 8 | TRM2 10 | 10位 | 58       |

- 太字はポールポジション、斜字はファステストラップ。(key)

### フォーミュラ・ニッポン
| 年     | チーム       | エンジン | 1     | 2       | 3       | 4      | 5      | 6      | 7       | 8      | 9       | 順位 | ポイント |
| ------ | ------------ | -------- | ----- | ------- | ------- | ------ | ------ | ------ | ------- | ------ | ------- | ---- | -------- |
| 2006年 | KONDO Racing | トヨタ   | FSW 7 | SUZ Ret | TRM 9   | SUZ 13 | AUT 13 | FSW 12 | SUG Ret | TRM 6  | SUZ 13  | 14位 | 1        |
| 2007年 | KONDO Racing | トヨタ   | FSW 9 | SUZ 18  | TRM Ret | OKA 15 | SUZ 14 | FSW 12 | SUG 12  | TRM 16 | SUZ Ret | NC   | 0        |

### 全日本GT選手権/SUPER GT
| 年     | チーム                 | 使用車両                  | クラス | 1      | 2       | 3      | 4       | 5      | 6       | 7       | 8       | 9      | 順位 | ポイント |
| ------ | ---------------------- | ------------------------- | ------ | ------ | ------- | ------ | ------- | ------ | ------- | ------- | ------- | ------ | ---- | -------- |
| 2001年 | ハセミモータースポーツ | 日産・シルビア            | GT300  | TAI 6  | FSW 2   | SUG 12 | FSW 2   | TRM 9  | SUZ 2   | MIN 12  |         |        | 4位  | 53       |
| 2002年 | ハセミモータースポーツ | 日産・シルビア            | GT300  | TAI 4  | FSW Ret | SUG 1  | SEP 3   | FSW 3  | TRM 4   | MIN Ret | SUZ Ret |        | 3位  | 70       |
| 2003年 | ハセミモータースポーツ | 日産・フェアレディZ       | GT300  | TAI 6  | FSW 2   | SUG 17 | FSW 3   | FSW 21 | TRM 3   | AUT 4   | SUZ 2   |        | 1位  | 77       |
| 2004年 | TEAM DAISHIN           | 日産・フェアレディZ       | GT300  | TAI 19 | SUG 14  | SEP 6  | TOK 3   | TRM 4  | AUT 19  | SUZ 7   |         |        | 6位  | 33       |
| 2005年 | NISMO                  | 日産・フェアレディZ       | GT500  | OKA 12 | FSW 2   | SEP 6  | SUG 7   | TRM 4  | FSW 9   | AUT 2   | SUZ 8   |        | 5位  | 57       |
| 2006年 | KONDO RACING           | 日産・フェアレディZ       | GT500  | SUZ 10 | OKA 10  | FSW 10 | SEP 8   | SUG 10 | SUZ 5   | TRM 6   | AUT 14  | FSW 3  | 13位 | 34       |
| 2007年 | HASEMI MOTOR SPORT     | 日産・フェアレディZ       | GT500  | SUZ 10 | OKA 13  | FSW 4  | SEP 7   | SUG 4  | SUZ 8   | TRM 11  | AUT 7   | FSW 15 | 12位 | 30       |
| 2008年 | NISMO                  | 日産・GT-R                | GT500  | SUZ 2  | OKA 15  | FSW 12 | SEP 2   | SUG 13 | SUZ 4   | TRM 7   | AUT 5   | FSW 11 | 7位  | 57       |
| 2009年 | TEAM NISHIZAWA MOLA    | 日産・フェアレディZ       | GT300  | OKA 7  | SUZ 3   | FSW 6  | SEP 4   | SUG 6  | SUZ 1   | FSW 9   | AUT 8   | TRM 7  | 7位  | 62       |
| 2010年 | HASEMI MOTOR SPORT     | 日産・フェアレディZ       | GT300  | SUZ 5  | OKA 3   | FSW 5  | SEP 5   | SUG 2  | SUZ Ret | FSW C   | TRM 1   |        | 1位  | 64       |
| 2011年 | MOLA                   | 日産・GT-R                | GT500  | OKA 6  | FSW 10  | SEP 2  | SUG 1   | SUZ 2  | FSW 7   | AUT 2   | TRM 2   |        | 1位  | 90       |
| 2012年 | MOLA                   | 日産・GT-R                | GT500  | OKA 8  | FSW 7   | SEP 14 | SUG 3   | SUZ 1  | FSW 2   | AUT 1   | TRM 2   |        | 1位  | 93       |
| 2013年 | NISMO                  | 日産・GT-R                | GT500  | OKA 3  | FSW Ret | SEP 9  | SUG 3   | SUZ 2  | FSW 9   | AUT 8   | TRM 8   |        | 6位  | 50       |
| 2014年 | MOLA                   | 日産・GT-R                | GT500  | OKA 10 | FSW Ret | AUT 2  | SUG 7   | FSW 6  | SUZ Ret | CHA 13  | TRM 5   |        | 11位 | 31       |
| 2015年 | MOLA                   | 日産・GT-R                | GT500  | OKA 8  | FSW 10  | CHA 1  | FSW 14  | SUZ 6  | SUG 2   | AUT 6   | TRM Ret |        | 6位  | 50       |
| 2016年 | KONDO RACING           | 日産・GT-R                | GT500  | OKA 13 | FSW 8   | SUG 1  | FSW Ret | SUZ 12 | CHA 13  | TRM 1   | TRM 10  |        | 7位  | 43       |
| 2017年 | Audi Team Hitotsuyama  | アウディ・R8 LMS ウルトラ | GT300  | OKA 14 | FSW 14  | AUT 13 | SUG 20  | FSW 10 | SUZ Ret | CHA 23  | TRM 8   |        | 20位 | 5        |
| 2018年 | TOMEI SPORTS           | 日産・GT-R NISMO GT3      | GT300  | OKA    | FSW     | SUZ    | CHA     | FSW 12 | SUG     | AUT     | TRM     |        | NC   | 0        |
| 2020年 | Cars Tokai Dream28     | ロータス・エヴォーラ MC   | GT300  | FSW 12 | FSW 1   | SUZ 3  | TRM 13  | FSW 27 | SUZ 11  | TRM 24  | FSW 23  |        | 10位 | 31       |
| 2021年 | Arnage Racing          | メルセデスAMG・GT3 EVO    | GT300  | OKA 18 | FSW 21  | SUZ 19 | TRM 22  | SUG 24 | AUT 14  | TRM 21  | FSW DNS |        | NC   | 0        |
| 2022年 | BUSOU Drago CORSE      | 日産・GT-R NISMO GT3      | GT300  | OKA 11 | FSW 2   | SUZ 6  | FSW     | SUZ    | SUG     | AUT     | MOT     |        | 20位 | 12.5     |
| 2023年 | BMW Team Studie x CRS  | BMW・M4 GT3               | GT300  | OKA    | FSW 13  | SUZ 1  | FSW 2   | SUZ    | SUG     | AUT     | MOT     |        | 10位 | 35       |

### 世界ツーリングカー選手権
| 年     | チーム                | 使用車両   | 1    | 2    | 3    | 4    | 5    | 6    | 7    | 8    | 9    | 10   | 11  | 12  | 13   | 14   | 15   | 16   | 17   | 18   | 19      | 20      | 21   | 22   | 順位 | ポイント |
| ------ | --------------------- | ---------- | ---- | ---- | ---- | ---- | ---- | ---- | ---- | ---- | ---- | ---- | --- | --- | ---- | ---- | ---- | ---- | ---- | ---- | ------- | ------- | ---- | ---- | ---- | -------- |
| 2010年 | ヴィヒャーズ=スポーツ | BMW・320si | BRA1 | BRA2 | MAR1 | MAR2 | ITA1 | ITA2 | BEL1 | BEL2 | POR1 | POR2 | UK1 | UK2 | CZE1 | CZE2 | GER1 | GER2 | SPA1 | SPA2 | OKA1 17 | OKA2 14 | MAC1 | MAC2 | NC   | 0        |

### アジアン・ル・マン・シリーズ
| 年        | チーム                       | 使用車両        | クラス | 1       | 2     | 3       | 4       | 順位 | ポイント |
| --------- | ---------------------------- | --------------- | ------ | ------- | ----- | ------- | ------- | ---- | -------- |
| 2015-16年 | Team AAI                     | アデス・03      | LMP3   | FSW Ret | SEP 2 | CHA 2   | SEP Ret | 3位  | 37       |
| 2019-20年 | ユーラシア・モータースポーツ | リジェ・JS P217 | LMP2   | SHA Ret | BEN   | SEP Ret | CHA     | 11位 | 1        |

### ドバイ24時間レース
| 年     | チーム                     | コ・ドライバー                                                | 使用車両          | クラス | 周回 | 総合順位 | クラス順位 |
| ------ | -------------------------- | ------------------------------------------------------------- | ----------------- | ------ | ---- | -------- | ---------- |
| 2010年 | PETRONAS SYNTIUM TEAM      | 谷口信輝 吉田広樹 ファリーク・ハイルマン ヨハン・シュトゥック | BMW・Z4Mクーペ    | A5     | 605  | 2位      | 1位        |
| 2020年 | アトラスBXレーシングチーム | スティーブン・チョウ キム・ジョンキュン パク・ジェソン        | メルセデスAMG GT4 | GT4    | 153  | 30位     | 1位        |

### 主要レース通算戦績
- 全日本GT選手権&SUPER GT

GT500クラス （通算勝利数・6勝）（最高シリーズランキング・1位-2011年・2012年）
GT300クラス （通算勝利数・4勝）（最高シリーズランキング・1位-2003年・2010年）
- スーパー耐久シリーズ

STclass1 （通算勝利数・14勝）（最高シリーズランキング・1位-2009年・2010年・2011年）